# Годзан
Годзан  (яп. 五山制度 Годзан сэйдо, «Система пяти гор»), Годзан дзиссэцу (яп. 五山十刹 Годзан дзиссэцу сэйдо, «Система пяти гор и десяти храмов») — система поддерживаемых государством буддийских монастырских центров школы Чань (яп. Дзэн). Впервые возникает в Китае при династии Южная Сун (1127—1279). Позднее повторена в Японии в период Камакура (1185—1333). Получила развитие в период Муромати (1333—1573), когда оформляется в иерархическую систему храмов из 3 уровней от высшего к низшему: годзан (яп. 五山 «пять гор»), дзиссэцу (яп. 十刹 «десять храмов») (также дзиссацу) и сёдзан (яп. 諸山 «множество гор»). Японская система годзан объединяла в основном обители школы Риндзай. Монастыри годзан стали центрами культурной жизни. В рамках культуры годзан бунка возникли такие явления как искусство годзан бунгэй и литература годзан бунгаку.

## Система ушань в Китае
Концепция «пяти гор» берет свое начало ещё в раннем индийском буддизме. «Пятью горами» называли 5 главных монастырей в Раджагрихе, столице государства Магадха, где родился Будда Шакьямуни.
В конце XII в. с целю контроля над растущей мощью чаньских институций династией Южная Сун создается система ушань («пять гор»), включавшая 5 важнейших монастырей Чань в провинциях Ханчжоу и Минчжоу, над которыми назначался верховный иерарх. В число ушань входили: Цзиншань, Юньиньшань, Тяньтуншань, Цзинцышань и Юйваншань. Ниже рангом были шича — 10 более мелких храмов. Концепция ушань, вероятно, испытала влияние даосизма, где существовала идея о священных «пяти вершинах» уюэ (кит. 五岳), а также китайской нумерологии, где число 5 считалось благоприятным.

## История в Японии
Хотя сёгуны Минамото и первые сиккэны Ходзё и поддерживали основателя школы Риндзай Эйсая, Дзэн интересовал их только c точки зрения обрядовости как очередное эзотерическое учение. Первым сиккэном из дома Ходзё, на которого Дзэн оказал действительно большое влияние, стал Ходзё Токиёри, активно вникавший в дзэнские концепции и покровительствовавший китайским монахам-эмигрантам. Токиёри интересовался Дзэн в основном руководствуясь духовными мотивами, однако его преемники обратили внимание на возможность использовать учение в практических целях: распространение Дзэн среди самураев должно было способствовать превращению Камакуры в подобный Киото центр интеллектуальной жизни. Вдобавок к этому новое учение не ассоциировалось со старыми школами, которые находились под покровительством столичной аристократии. В 1294 г. сиккэн Ходзё Садатоки ввел ряд правил для дзэнских монастырей, в частности, требовавших наличия лицензии у монахов.
В 1299 году камакурский монастырь Дзётидзи впервые упоминается как одна из «пяти гор» («годзан»), а в 1308 г. монастырь Кэнтёдзи называется «главной из пяти гор». Первым монастырем в Киото, причисленным к годзан, становится обратившийся в дзэн при императоре Камэяма Нандзэндзи. При Ходзё складываются также 2-й и 3-й уровни иерархии — храмы дзиссэцу («десять храмов») и сёдзан («множество гор»). Хотя вторая крупнейшая дзэнская школа Сото, и была представлена в системе несколькими храмами, в основном все обители принадлежали к школе Риндзай.
В правление императора Го-Дайго, после падения первого сёгуната, центр системы годзан перемещается из бывшей сёгунской столицы Камакура в Киото. Были добавлены 5 столичных монастырей, при этом тесно связанному с императорским домом Дайтокудзи был присвоен высший статус "тэнка дайити" (яп. 天下第一, "первый в стране"). Дайтокудзи будет исключен из числа годзан после создания сёгуната Асикага .
Окончательное оформление системы годзан дзиссэцу происходит при сёгунах Асикага. Создание ставки сёгуна в Киото способствовало закреплению первенства местных монастырей и подчиненных им храмов в рамках системы годзан дзиссэцу. В 1342 г. сёгун Асикага Такаудзи и его брат Тадаёси официально закрепляют первенство в иерархии за киотские монастырями. В 1386 г. ранги годзан и дзиссэцу присваиваются всем дзэнским монастырям в Киото и Камакура: по 5 годзан и 10 дзиссэцу в каждом городе. Главным над всеми институциями был поставлен киотский монастырь Нандзэндзи .

## Состав
На вершине иерархии годзан дзиссэцу находился расположенный в Киото монастырь Нандзэндзи (яп. 南禅寺).
В отличие от Китая, в Японии ранг годзан имели 10 монастырей:
|                         | Ранг | Город    | Гора        | Год основания | Основатель                             |
| ----------------------- | ---- | -------- | ----------- | ------------- | -------------------------------------- |
| Тэнрюдзи (яп. 天龍寺)   | 1    | Киото    | Рэйкидзан   | 1339          | Мусо Сосэки                            |
| Сёкокудзи (яп. 相国寺)  | 2    | Киото    | Маннэндзан  | 1382          | Сюнъоку Мёха                           |
| Кэнниндзи (яп. 建仁寺)  | 3    | Киото    | Тодзан      | 1202          | Мёан Эйсай                             |
| Тофукудзи (яп. 東福寺)  | 4    | Киото    | Энитидзан   | 1236          | Энни                                   |
| Мандзюдзи (яп. 万寿寺)  | 5    | Киото    | Сёдзан      | 1096          | император Сиракава                     |
| Кэнтёдзи (яп. 建長寺)   | 1    | Камакура | Кофукусан   | 1253          | Ланьси Даолун (яп. Ранкэй Дорю)        |
| Энгакудзи (яп. 円覚寺)  | 2    | Камакура | Дзуйрокусан | 1282          | Усюэ Цзуюань (яп. Мугаку Согэн)        |
| Дзюфукудзи (яп. 寿福寺) | 3    | Камакура | Кикокусан   | 1200          | Мёан Эйсай                             |
| Дзётидзи (яп. 浄智寺)   | 4    | Камакура | Кимпосан    | 1281          | Нансю Кокай, Дайкю Сёнэн, Готтан Фунэй |
| Дзёмёдзи (яп. 浄妙寺)   | 5    | Камакура | Токасан     | 1257          | Гэппо Рёнэн                            |

Кроме того, каждый из годзан имел в подчинении сеть филиалов мацудзи (яп. 末寺) общим число около 5000 к началу XIV в. Вокруг крупных монастырей появлялись небольшие мемориальные храмы таттю (яп. 塔頭). Изначально таттю были личными скитами заслуженным подвижников, которым дозволялось не спать в общих комнатах. После смерти такого подвижника на месте скита возникал небольшой храм, куда помещался прах скончавшегося священника. К XVI в. при монастырях 1-го ранга могло быть от 20 до 30 таттю.
Дзиссэцу и сёдзан также соотносились с определёнными годзан. При этом для сдерживания роста последних в разное время вводились ограничения на число монахов и входящих в юрисдикцию более мелких храмов: до 300—500 монахов в самом годзан, до 100 человек в дзиссэцу и до 50 монахов сёдзан.
Храмов категории дзиссэцу в 1386 г. насчитывалось в общей сложности 20:
- 10 Киото дзиссэцу в подчинении у Киото годзан:
  - Тодзиин[англ.] (яп. 等持院)
  - Ринсэндзидзи (яп. 臨川寺),
  - Синнёдзи (яп. 真如寺),
  - Анкокудзи (яп. 安国寺),
  - Хододзи (яп. 宝幢時),
  - Фумондзи (яп. 普門寺),
  - Кокакудзи (яп. 広覚寺),
  - Мёкодзи (яп. 妙光寺),
  - Дайтокудзи (яп. 大徳寺) (позднее исключен из системы),
  - Рюсёдзи (яп. 竜翔寺).
- 10 Канто дзиссэцу в подчинении у Камакура годзан в провинциях Сагами, Муцу, Мусаси и Кодзукэ:
  - Дзэнкодзи (яп. 禅興寺) (яп. 禅興寺),
  - Дзуйсэндзи[англ.] (яп. 瑞泉寺),
  - Тосёдзи[англ.] (яп. 東勝寺),
  - Мандзюдзи (яп. 万寿寺),
  - Тайкэйдзи (яп. 大慶寺),
  - Дзэмпукудзи (яп. 善福寺),
  - Хосэндзи (яп. 法泉寺),
  - Косэйдзи (яп. 恒星時),
  - Тодзэндзи (яп. 東漸寺),
  - Тёракудзи (яп. 長楽寺).

Сёгуны Асикага часто присваивали ранг дзиссэцу крупным провинциальным храмам. Из-за этого к началу XV в. система дзиссэцу разрослась до 46 храмов.
На низшем уровне иерархии располагались храмы сёдзан. Присвоение этого звания также, как и в случае с дзиссэцу, было средством награждения провинциальных воинских домов и монахов и выражения расположения сёгуна. Всего к середине XV в. в Японии насчитывалось около 250 сёдзан.

## Управление
Оба сёгуната уделяли значительное внимание религиозному управлению в целом и годзан в частности в своей законодательной деятельности. В основном она преследовала целью ограничение роста монастырей и предотвращение превращения их в политическую и военную силу. Сиккэны Ходзё трижды издавали своды запретов для Камакура годзан (1294, 1303, 1327 гг.). Практику периодического издания монастырских кодексов продолжили сёгуны Асикага. Годзан уделялось большое значение в своде законов Кэмму сикимоку и дополнявших его комментариев цукайхо.
При сиккэнах Ходзё и сёгуне Асикага Такаудзи надзор за системой годзан, как и за всеми дзэнскими монастырями, осуществлял чиновник бакуфу, называемый дзикэ гёдзи (яп. 寺家行事), или дзэнрицугата (яп. 禅律方, «уполномоченный по делам школ дзэн и рицу»).
В 1379 г. сёгун Асикага Ёсимицу передал контроль от чиновников монахам, назначив Сюнъоку Мёха, ученика Мусо Сосэки, на должность сороку. Таким образом сёгун давал понять, что считает годзан достаточно созревшей структурой для самоконтроля. С 1383 г. должность получал настоятель таттю Рокуонъин в монастыре Сёкокудзи. Хотя формально сороку подчинялись все дзэнские монастыри в стране, фактически он имел влияние только на годзан, причем в основном на храмы и монастыри в Киото. В обязанности сороку входило предлагать бакуфу кандидатуры настоятелей монастырей, собирать плату за назначения на должности (от 5 каммон (традиционная денежная единица) для настоятелей сёдзан до 50 каммон для настоятеля Нандзэндзи), а также следить за исполнением распоряжений правительства в дзэнских институциях. При этом власть сороку значительно ограничивалась автономией отдельных монастырей и возможностью их контактировать с бакуфу напрямую.
Формально предполагалось, что монастыри годзан являются «открытыми храмами» — дзиппосацу, то есть настоятелем мог стать абсолютно любой достойный монах из кандидатур, выбранных сороку, вне зависимости от линии преемственности дхармы (каждый дзэнский подвижник «наследует» дхарму своего учителя — таким образом в дзэн формируются школы и направления, обладающие преемственностью внутри самих себя). На практике же настоятелями Нандзэндзи, Кэнниндзи, Энгакудзи и большей части Камакура годзан становились представители определённых, «годзанских» линий преемственности. В то же время некоторые годзан и многие дзиссэцу были «закрытыми» (цутиэн), превратившись в вотчины конкретных линий и школ.

## Культура годзан
В эпоху доминирования китайской культуры в период Муромати монастыри и храмы системы Годзан дзиссэцу становятся крупнейшими центрами культурной жизни. Китайское происхождение Дзэн и администрирование монахами внешней торговли с Китаем обусловили огромное влияние китайской культуры на жизнь монастырей. Монахи с детства изучали китайский язык, историю и неоконфуцианскую философию. К этому добавлялись изучение основ китайского и японского стихосложения. Кроме литературы, в монастырях появляется и искусство годзан бунгэй, преобладающей формой которого становится суйбокуга — монохромная пейзажная живопись тушью, основными жанрами которой были пейзажи (сансуйга (яп. 山水画)), картины с эпизодами из жизни знаменитых китайских мастеров чань (досякуга (яп. 道釈画)), портреты японских мастеров дзэн (тиндзо (яп. 頂相)), а также изображения растений и птиц (катёга (яп. 花鳥画)).

## Галерея

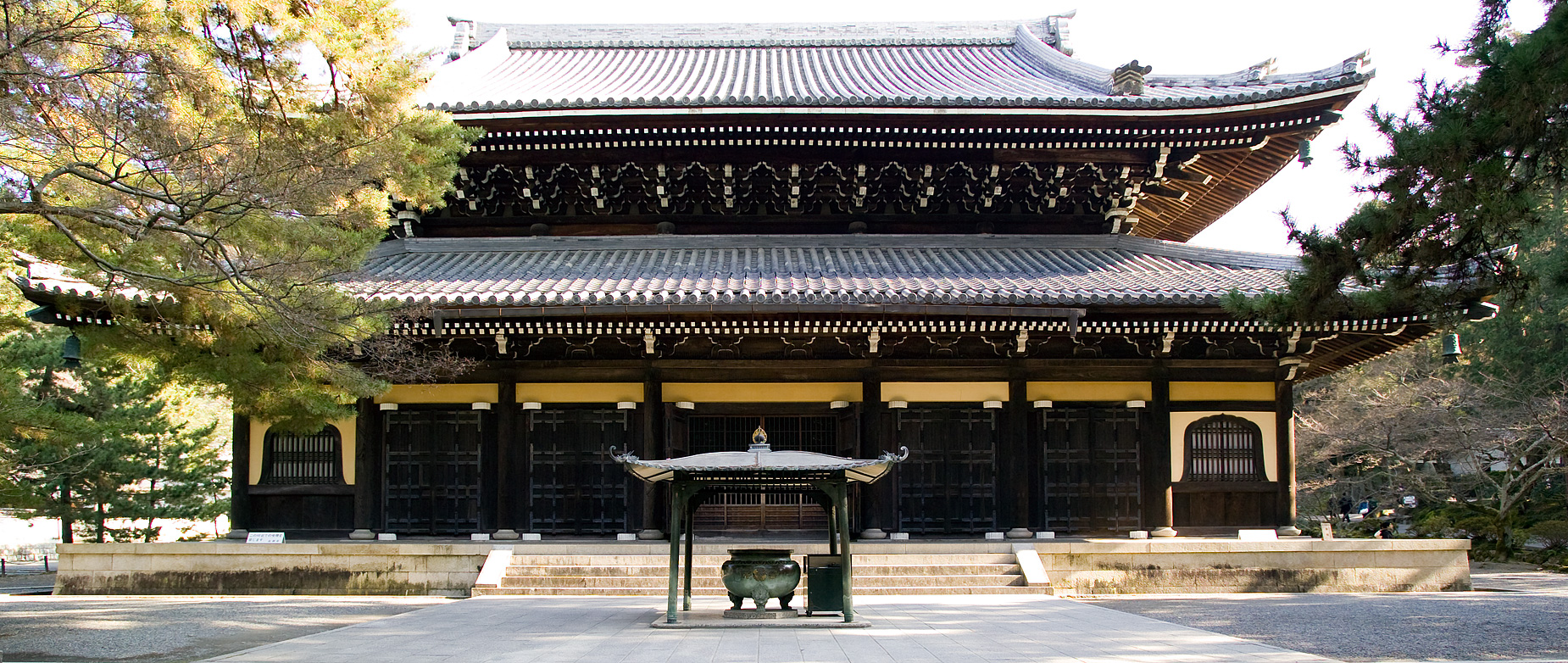
Нандзэндзи (яп. 南禅寺), верховный храм над системой годзан
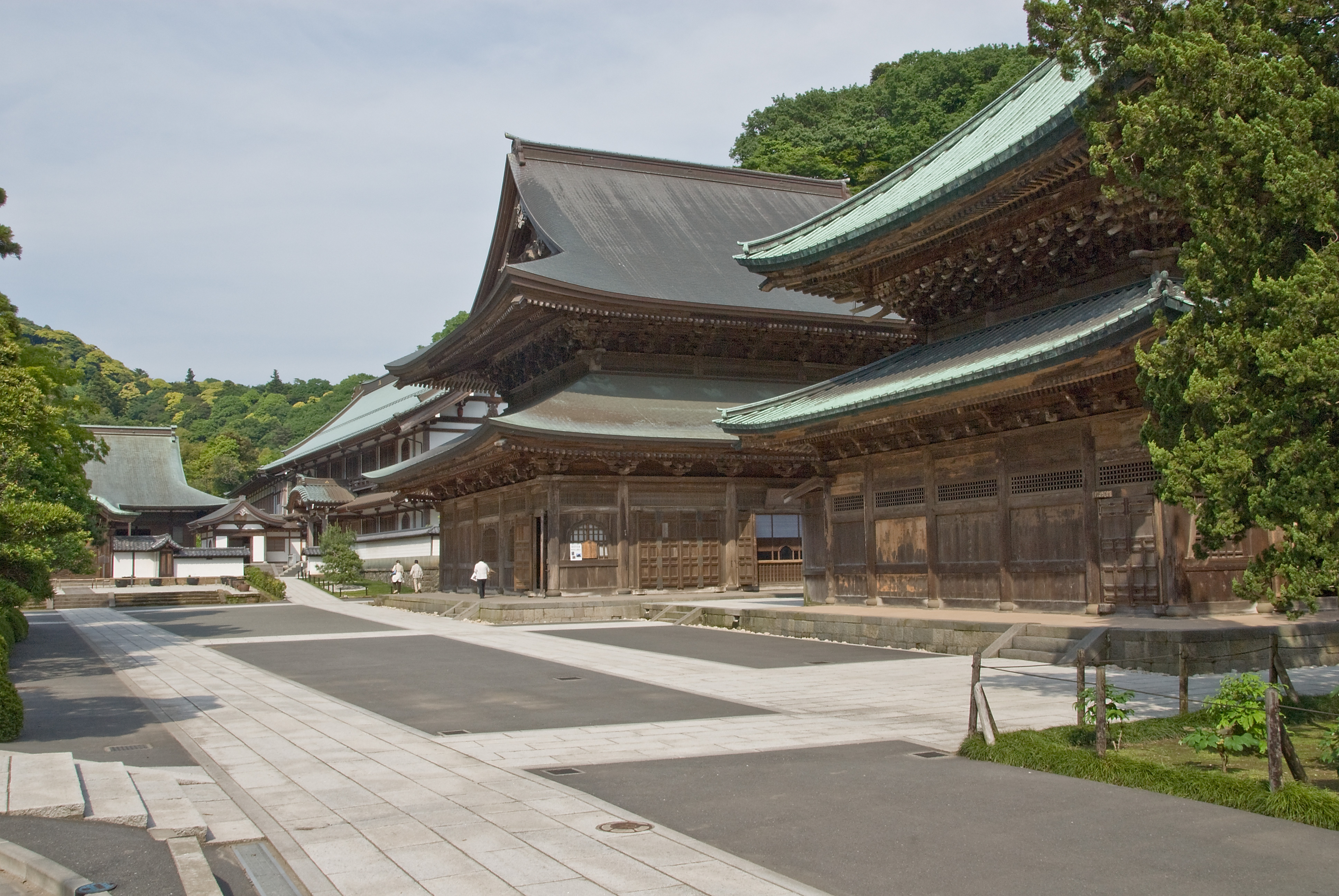
Кэнтёдзи (яп. 建長寺), главный из Камакура годзан
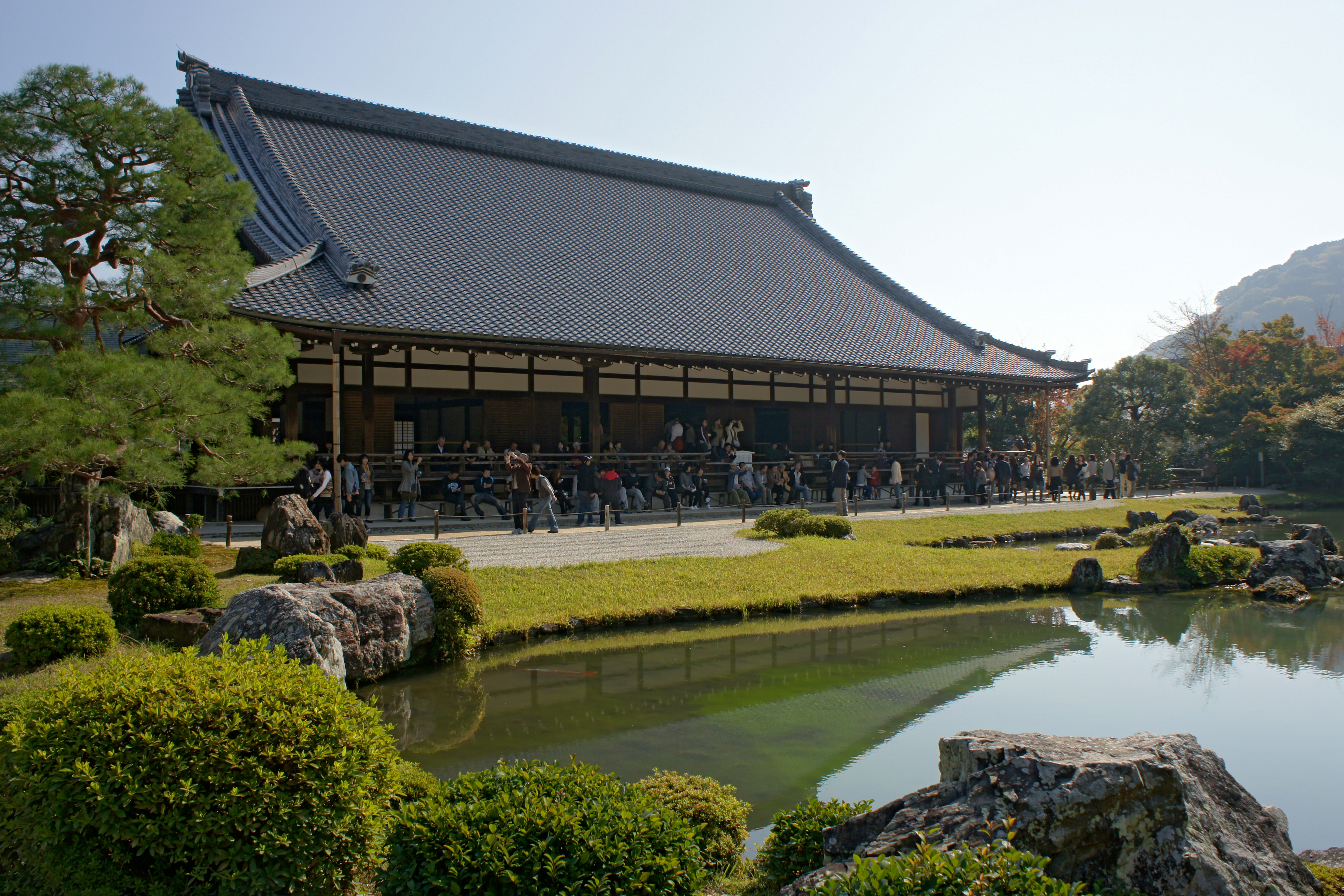
Тэнрюдзи (яп. 天龍寺), один из храмов Киото годзан
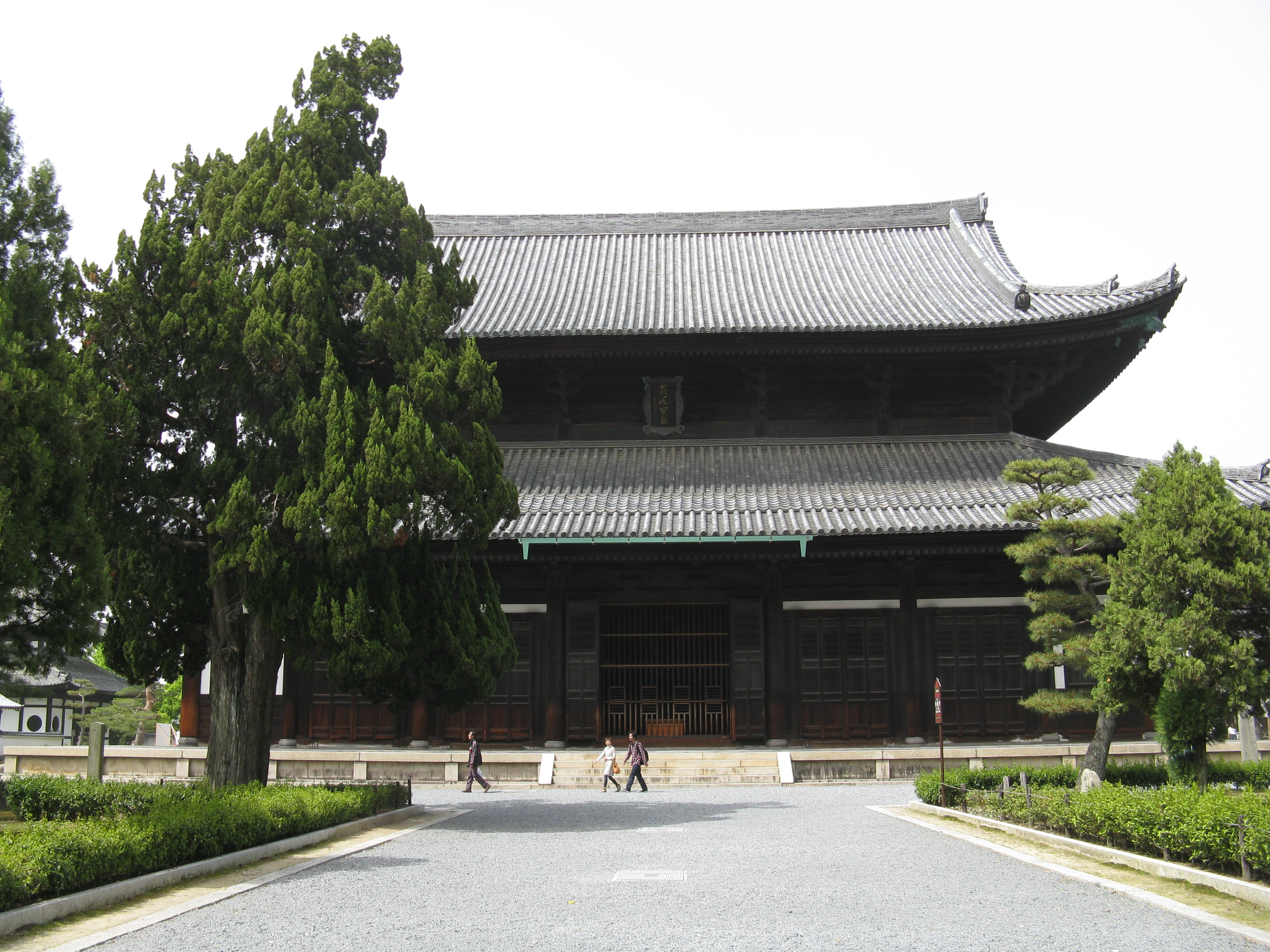
Тофукудзи (яп. 東福寺), один из храмов Киото годзан